# Armstrong Siddeley Sapphire
L'Armstrong Siddeley Sapphire était un turboréacteur britannique produit par Armstrong Siddeley dans les années 1950. Il était l'ultime évolution de travaux qui furent démarrés avec ce qui était le Metrovick F.2 en 1940, qui évolua ensuite en une conception à flux axial et chambre de combustion annulaire développant plus de 49 kN de poussée. Il propulsa les premières versions du Hawker Hunter et Handley Page Victor, et toutes les versions du Gloster Javelin. Une production sous licence fut aussi démarrée aux États-Unis par la société Wright Aeronautical, sous la désignation de J65, équipant de nombreux modèles d'avions américains.

## Conception et développement
La conception de l'évolution Sapphire du moteur initial commença chez Metropolitan-Vickers (Metrovick), en 1943, en tant que ramification du projet F.2. Alors que le F.2 atteignit sa qualification opérationnelle avec environ 7,1 kN, les ingénieurs de Metrovick décidèrent de produire des modèles plus grands, un F.2 agrandi, connu sous le nom de Beryl, puis un modèle encore plus gros, le F.9 Sapphire (Les noms furent choisis après avoir décidé de donner des noms de pierres précieuses aux futurs moteurs de la société). Le Beryl fut conçu rapidement et développa 18 kN de poussée, mais le seul appareil devant l'utiliser réellement, le Saunders-Roe SR.A/1, fut abandonné.
À ce moment, le F.9 MVSa.1 développait environ 33 kN, un peu plus que son concurrent de chez Rolls-Royce, le Rolls-Royce Avon. De nombreuses compagnies exprimèrent leur intérêt envers le F.9, et il fut envisagé comme étant la motorisation principale ou de secours pour la plupart des conceptions britanniques de la fin des années 1940 et du début des années 1950. Toutefois, en même-temps, Metrovick se retira de l'industrie des turboréacteurs. Selon les sources, Metrovick aurait abandonné le business pour se concentrer sur la production de machines à vapeur, mais d'autres affirment que Metrovick aurait été « aidé » à trouver la sortie par le ministère de l'approvisionnement britannique (Ministry of Supply), qui désirait réduire le nombre de compagnies avec lesquelles traiter en même-temps. Finalement, leur équipe d'ingénieurs-concepteurs fut rapidement rachetée par Armstrong Siddeley, qui possédait déjà sa propre équipe de développement de turbines, l'ASX, mais qui était plutôt principalement focalisée sur la conception de turbopropulseurs. L'arrivée de la team Metrovick fut donc plutôt considérée comme bienvenue au sein de l'entreprise.
Les travaux sur le F.9 continuèrent, le moteur étant désormais renommé ASSa.5, et il fut livré avec un tarage à 33 kN. Ce premier moteur fut utilisé uniquement sur l'English Electric P.1.A, prototype du célèbre Lightning. La combinaison des deux ne fut cependant pas vraiment extraordinaire, et la version ASSa.5R avec postcombustion, délivrant alors une poussée de 41 kN, tenta un peu d'arranger les choses, mais au prix d'une fiabilité médiocre qui entraîna une mise à terre de tous les aéronefs équipés, afin de déterminer quels étaient les problèmes et les résoudre. Les futurs Lightning furent finalement équipés du Rolls-Royce Avon.
Le moteur subit rapidement des tests, à des puissances toujours plus importantes. L'ASSa.6 atteignit 37 kN de poussée et fut utilisé sur les Gloster Javelin FAW Mk.1, Hawker Hunter F.Mk.2 et F.Mk.5, et le prototype du bombardier français SO 4050 Vautour. Le bien plus puissant ASSa.7, avec 49 kN de poussée, fut le premier moteur britannique à être taré au-dessus de 100 000 lbf (44 kN), équipant les Gloster Javelin FAW Mk.7, Handley Page Victor B.Mk.1 et un prototype de chasseur-bombardier suisse, le FFA P-16. Une postcombustion de puissance limitée (aussi appelée « réchauffe ») fut aussi installée sur l'ASSa.7, donnant alors l'ASSa.7LR, d'une poussée de 55,1 kN et utilisé sur quelques Gloster Javelin FAW Mk.8. Un modèle amélioré, produisant une poussée de 67 kN au dessus de 20 000 pieds (6 100 m) fit apparition sur les FAW Mk.8 restants et tous lesFAW Mk.9's.

## Versions
- MVSa.1 : Désignation du Ministry of Supply du Metropolitan-Vickers F.9 Sapphire original, dérivé du Metropolitan-Vickers F.2/4 Beryl. La conception de ce moteur, plus gros, commença en 1943 ;
- Metropolitan-Vickers F.9 Sapphire : Désignation de la compagnie pour le MVSa.1 ;
- ASSa.3 : Ce moteur a effectué un essai de fonctionnement de 150 heures en novembre 1951, avec une puissance au niveau de la mer de 33,36 kN ;
- ASSa.4[5] ;
- ASSa.5 : Premières séries du Sapphire par Armstrong Siddeley[5] ;
- ASSa.5R : Version avec réchauffe de l'ASSa.5. Ce moteur a équipé le P.1A, prototype du Lightning, mais sans grand succès ;
- ASSa.6 : Version ultérieure, développée pour les Gloster Javelin FAW Mk.1, Hawker Hunter F.Mk.2, F.Mk.5 et le 3e prototype du SO 4050 Vautour ;
- ASSa.7 : Version tarée à 49 kN, équipant les Gloster Javelin FAW Mk.7, Handley Page Victor B.Mk.1 et le prototype FFA P-16 ;
- ASSa.7LR : Version ASSa.7 dotée d'un système de postcombustion apportant 12 % de poussée supplémentaire pour l'emploi au-dessus de 20 000 pieds, propulsant le Gloster Javelin FAW Mk.8 ;
- Wright J65 : Version produite sous licence aux États-Unis par Wright Aeronautical ;
- ASSa.9[5]

## Exemplaires exposés
Un Sapphire est en exposition statique au Midland Air Museum, Coventry Airport, Warwickshire, Royaume-Uni.